# CDE El Valle (fútbol sala)
El Club Deportivo El Valle , más conocido como CDE El Valle , es un club de fútbol sala de la ciudad de Madrid, España. Juega en Segunda División B, la tercera categoría del fútbol sala nacional.
Disputa sus encuentros en el Pabellón Colegio El Valle Sanchinarro, con capacidad para 300 espectadores.

## Plantilla 22/23
| 1 Portero - Ángel León Sonseca 13 Portero - Roberto Monroy Llorente 16 Portero - Daniel Represa Fernández 2 Cierre - Álvaro Cuadrado Gómez 14 Cierre - Carlos Valenzuela Garrido 23 Cierre - Víctor López Real 55 Cierre - Víctor Manuel Prado Colome 5 Ala - Gonzalo Pascual de Guzmán 7 Ala - Álvaro Galende Ortega 9 Ala - Daniel Gómez Sánchez 11 Hugo Bernárdez López 18 Ala - Daniel Colón Martín 20 Jorge Martín Hernánz 4 Pívot - Miguel Rubio Villa 10 Pívot - Miguel Orzáez Fernández 17 Pívot - Javier Marín Rocha 27 Pívot - Manuel Antonio Cebrián Romero |

## Temporada 22/23
En la temporada 22/23 compiten en Segunda División , quedando en la posición 14º con un total de 5 victorias , 3 empates y 22 derrotas , descendiendo a Segunda División B.